# Kloulklubed
Kloulklubed – miasto w Palau; położone na północnym wybrzeżu wyspy Peleliu. Według danych szacunkowych na rok 2009 liczy 761 mieszkańców. Czwarte co do wielkości miasto kraju.